# Vigdisia praesidens
 (août 2025).
Genre
Espèce
Vigdisia praesidens, unique représentant du genre Vigdisia, est une espèce d'araignées aranéomorphes de la famille des Theridiidae.

## Répartition
Cette espèce est endémique de la région Sava à Madagascar,. Elle se rencontre dans le parc national de Marojejy.

## Description
La femelle holotype mesure 1,97 mm et le mâle paratype 1,66 mm.

## Éthologie
Cette espèce est termitivore, elle est spécialisée à la prédation sur Nasutitermes sp. en association avec la fourmi Pheidole spinosa.

## Systématique et taxinomie
Cette espèce a été décrite par Agnarsson, Kuntner, Yu et Gregorič en 2025.
Ce genre a été décrit par Agnarsson, Kuntner, Yu et Gregorič en 2025 dans les Theridiidae.

## Étymologie
Ce genre est nommé en l'honneur de Vigdís Finnbogadóttir.

## Publication originale
- Gregorič, Yu, Ravelojaona, Agnarsson & Kuntner, 2025 : « A perilous Malagasy triad: a spider (Vigdisia praesidens, gen. and sp. nov.) and an ant compete for termite food. » New Zealand Journal of Zoology, vol. 52, no 4, p. 428-439.